# Laburnum alpinum
Il maggiociondolo alpino (Laburnum alpinum (Mill.) Bercht. & J.Presl., 1830) è un piccolo albero caducifoglio (alto fino a 6-7 metri), appartenente alla famiglia delle Fabacee.

## Descrizione

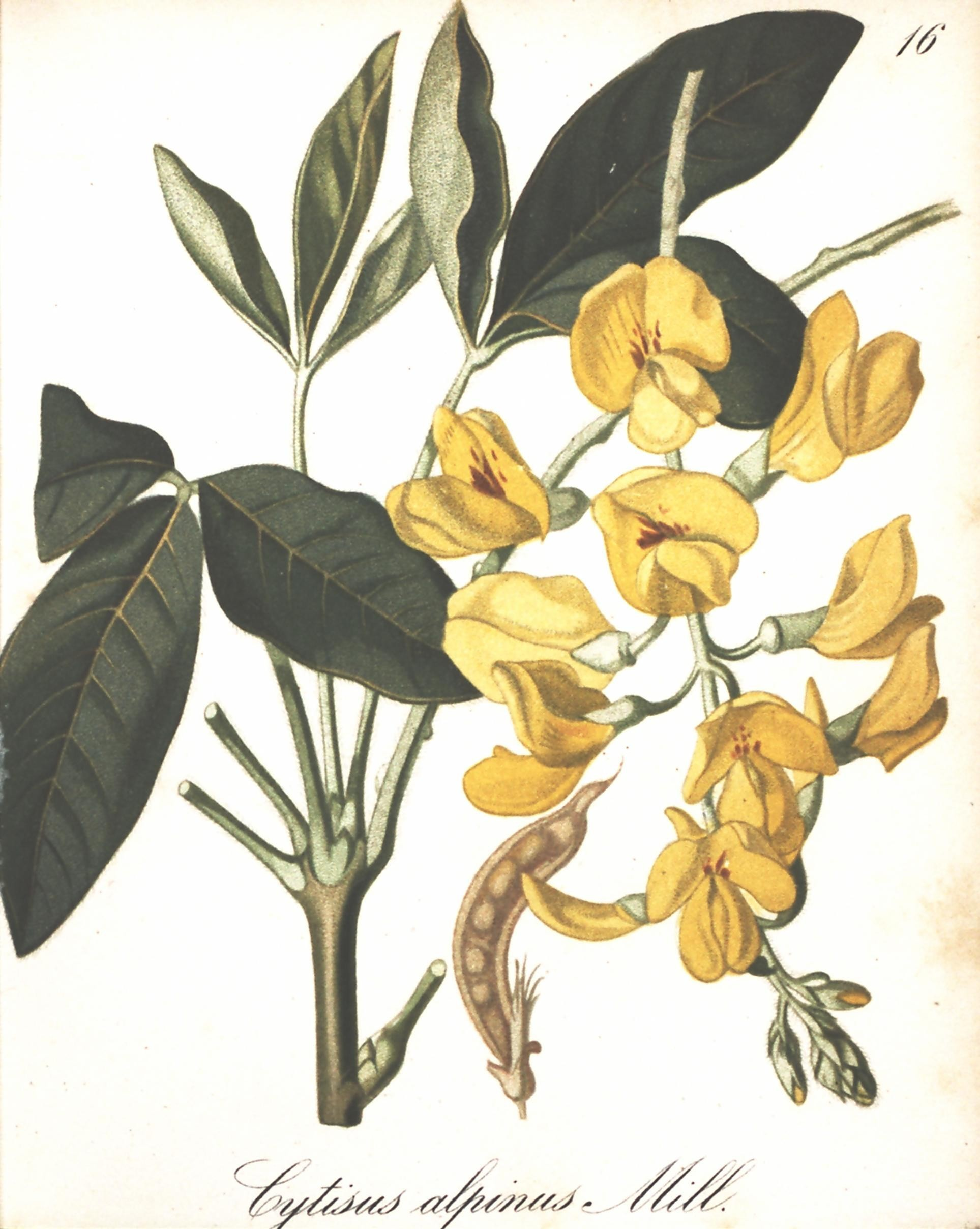
Fiori, frutti e foglie di Laburnum alpinum

La specie ha portamento arbustivo, la corteccia è liscia, di colore bruno-verdastro, con lenticelle evidenti. Il legno è ben differenziato tra un alburno bianco-giallastro e un durame decisamente più scuro e pesante.
Le foglie sono trifogliate (ovvero composte da tre foglioline), hanno un lungo picciolo e sono di un verde chiaro lucente nella pagina superiore e glabre in quella inferiore.
I fiori sono gialli, profumati, sono raggruppati in lunghi racemi penduli; fioriscono tipicamente in giugno. Sono molto apprezzati dalle api.
I frutti sono legumi nerastri dai numerosi semi bruni velenosi, e rimangono a lungo sulla pianta durante l'inverno. Le radici sono piuttosto superficiali, molto ramificate, e dispongono di colonie di batteri azotofissastori.

### Specie simili
Il maggiociondolo si distingue rispetto al maggiociondolo alpino per la fioritura lievemente più precoce, le foglie più piccole e tomentose e i semi di colore nero.

## Distribuzione e habitat

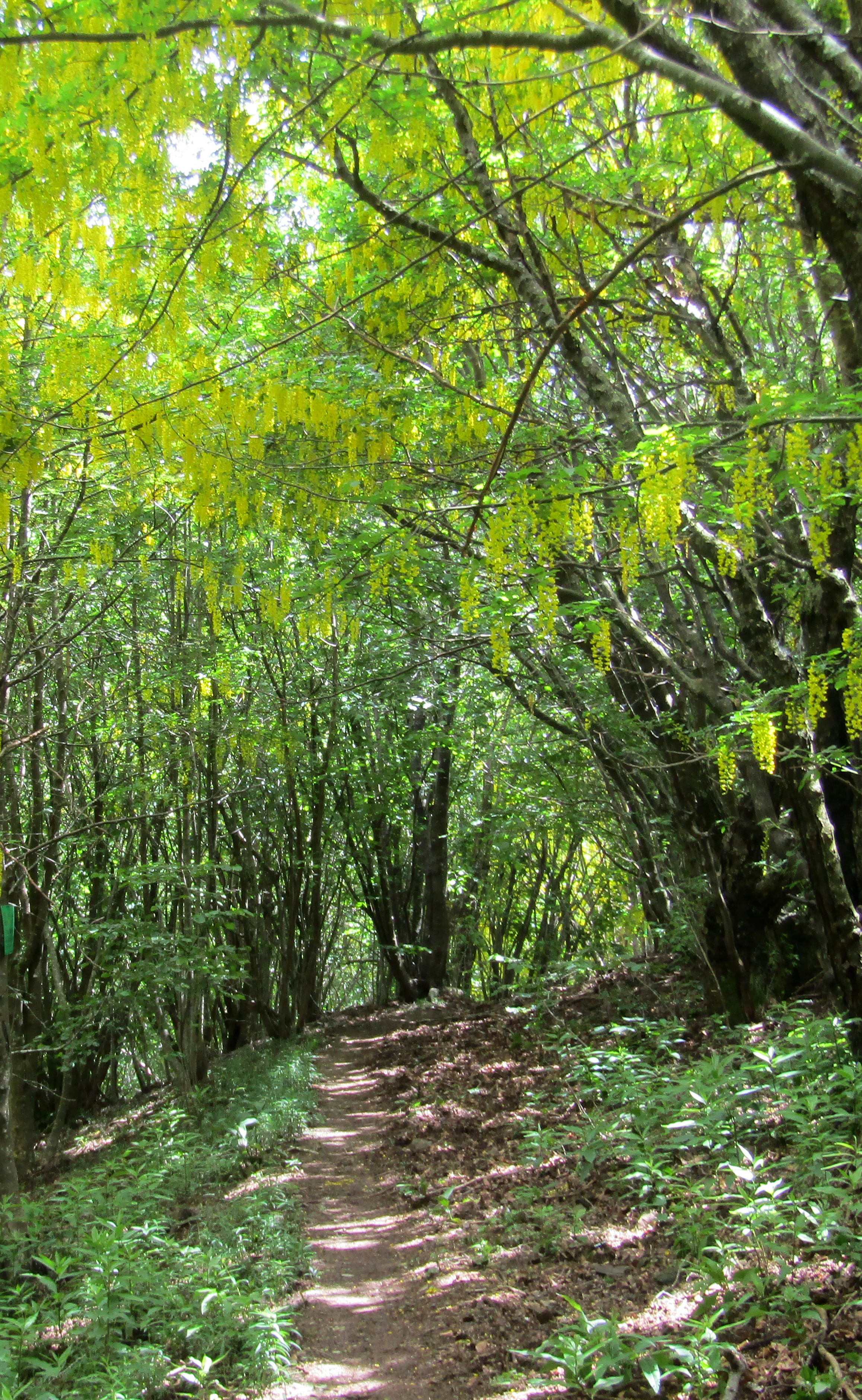
Boschetto di maggiociondoli alpini sull'Appennino Ligure.

La specie è diffusa in Europa centro-meridionale (Albania, Austria, Bosnia-Herzegovina, Croazia, Repubblica Ceca, Francia, Grecia, Italia, Macedonia del Nord, Serbia, Slovenia, Svizzera). In Italia è più frequente sulle Alpi che sugli Appennini. La specie si è naturalizzata in Scozia.
Vegeta e fiorisce in genere tra i 500 e i 1500 metri di quota, ma si può spingere in condizioni favorevoli fino ai 2000 metri. Predilige suoli superficiali ben drenati, di ph basico o sub-acido.

## Usi
In selvicoltura la maggiociondolo alpino può essere usato negli interventi di recupero ambientale quando il suolo non sia troppo acido per la crescita ottimale della pianta. Nella successione degli habitat in genere prepara la faggeta.
Grazie alla bella fioritura è anche una apprezzata pianta ornamentale che viene utilizzata in ambienti montani; andrebbe però evitata negli ambienti troppo frequentati, in particolare dai bambini, a causa della tossicità di varie parti della pianta.